# Witsand
Witsand (signifie sable blanc en afrikaans) et Port Beaufort sont deux villages distincts, situés dans la province du Cap-Occidental en Afrique du Sud et constitutives d'une même localité. 

## Localisation
Situé à 80 km au sud-est de Swellendam, à 43 km au sud de Heidelberg et à 43 km au sud-ouest de Riversdale, Witsand et Port Beaufort sont accessibles par les routes R 324 et R 322. 
Port Beaufort est une station balnéaire située sur la rive de l'estuaire de la rivière Breede tandis que celle de Witsand, est située sur la côte où la rivière débouche sur l'océan Indien.

## Démographie
Selon le recensement de 2011, Witsand et Port Beaufort comptent 321 habitants (87,23 % de blancs,  9,66 % de noirs et 2,18 % de coloureds). 
L'afrikaans est la principale langue maternelle de la population locale (72,12 %) devant l'anglais sud-africain (25,96 %).

## Historique
Port Beaufort a été fondé en 1817, bien avant Witsand. Le village fut baptisé en l'honneur du duc de  Beaufort, père de Lord Charles Somerset et délimité correctement en 1831 sur la rive est de la rivière Breede pour y construire un port et ses embarcadères. Après une période lucrative, le port cesse cependant ses activités en 1866 à la suite de la mise en liquidation de son gestionnaire.  
Le village de Witsand fut fondé en 1908, à l'embouchure de la rivière Breede sur des parcelles de la ferme de Westfield dont les terres bordaient la mer sur la baie de St Sebastian ainsi que de vastes plages de sable blanc. Plusieurs chalets sont érigés dans ce secteur sablonneux puis des résidences secondaires et des établissements de vacances. 

## Tourisme

Plage de Witsand

Witsand et Port Beaufort sont connues pour leur plage, leurs activités maritimes et fluviales et pour leur vue sur la baie de San Sebastian, plus grand lieu de concentration de Baleine franche australe entre juin et novembre.